# Eublemmoides rufiplaga
Eublemmoides rufiplaga là một loài bướm đêm trong họ Erebidae.